# Herpert van Foreest (1278-1283)
Herpert van Foreest (genoemd 1278 - 1283), ambachtsheer van de Rijnlandse ambachtsheerlijkheid Middelburg.
Herpert van Foreest werd geboren als oudste zoon en leenopvolger van Willem van Foreest. Zijn moeder was waarschijnlijk een dochter van Hardbaren van der Woert, een telg van bastaardtak van het machtige Huis van Voorne. Volgens zijn vaders testament van 19 november 1278 erfde Herpernus de Rijnlandse ambachtsheerlijkheden, wat toen nog het terrarum de Foreest heette. In het Oude Register van Graaf Floris V van Holland is sprake van Hardenbernus de Foreest die omstreeks 1283 het officium de Foreest in leen hield. De naam van de echtgenote van Herpert van Foreest is onbekend. Hij kreeg vier kinderen: drie dochters en een zoon Jan die hem zou opvolgen als ambachtsheer.